# Kecamatan Bodeh (distrikt i Indonesien, lat -6,93, long 109,52)
Kecamatan Bodeh är ett distrikt i Indonesien.   Det ligger i provinsen Jawa Tengah, i den västra delen av landet, 300 km öster om huvudstaden Jakarta.